# 喜劇 駅前温泉
『喜劇 駅前温泉』（きげき えきまえおんせん）は、1962年7月29日に東宝系で公開された日本映画。カラー。東宝スコープ。東京映画作品。103分。

## 概要
『駅前シリーズ』第4作。本作から三木のり平・池内淳子・沢村貞子がレギュラーに加わり、シリーズの基礎が固まり始めた。
本作の舞台は福島県の岩代熱海駅（現：磐梯熱海駅）で、豪華ホテルの出現で寂れてしまった旅館街を立て直そうと悪戦苦闘する様を描く。
芸者役で歌手の五月みどりと神楽坂まん丸が出演、これ以降歌手のゲストは名物となる。
なお上映時間103分というのは、シリーズでは初作品『駅前旅館』の109分に次ぐ記録である。

## スタッフ
- 製作：佐藤一郎、金原文雄
- 脚本：長瀬喜伴
- 監督：久松静児
- 撮影：岡崎宏三
- 録音：原島俊男、西尾昇
- 照明：今泉千仭
- 美術：小野友滋
- 音楽：広瀬健次郎
- 編集：広瀬千鶴
- 助監督：瀬川淑
- 現像：東京現像所
- 製作担当者：内山甲子郎
- 協力：福島県観光協会、飯坂温泉観光協会

## 出演者
- 吉田徳之助：森繁久彌
- 坂井次郎：フランキー堺
- 伴野孫作：伴淳三郎（松竹）
- 伴野とよ：森光子（特別出演）
- 二木恵美子：淡路恵子
- 吉田夏子：司葉子
- 高見幸太郎：夏木陽介
- 染太郎：池内淳子
- 二木三平：三木のり平
- 渋谷景子：淡島千景
- 金太郎：沢村貞子
- 駐在巡査：織田政雄
- とび入りの旦那：柳家金語楼
- 〆子：五月みどり
- まる子：神楽坂まん丸
- とめ：菅井きん
- 伴野淳子：原田毬子
- きよ：赤木春恵
- 女アンマ・ゆかり：三原葉子
- 客A：左卜全
- 番頭・源造：立原博
- 客B：立岡光
- 同・銀作：小林十九二
- ：羽柴久
- ぼたん：村松恵子
- ：小松京子
- 同・ひとみ：西岡慶子
- ：安達国晴
- 同・善太郎：田辺元
- 同・亀次：皆川一郎
- ：青木君雄
- ：山田武士
- 栄吉の娘：久保一美
- 女中・お花：長谷川万里子
- 同・お雪：川内まり子
- ：歌川千恵
- 京子：旭ルリ
- 同・栄吉：どんぐり三太
- お京ちゃん：水町千代子
- 芸者A：千草慶子
- 芸者B：笠井三代子

## 同時上映
『ニッポン無責任時代』
- 脚本：田波靖男、松木ひろし／監督：古澤憲吾／主演：植木等
- クレージー映画の記念すべき第1作。この後7作に渡って、『駅前』と『クレージー』のカップリングが行われる。
- なお上映当時は、本作の方がウエイトが上だった。

## 参考資料
- 「銀幕の天才 森繁久彌」（ワイズ出版） 69頁 2003年
- キネマ旬報